# زندگی و عقاید آقای تریسترام شندی
زندگی و عقاید آقای تریسترام شندی (به انگلیسی: The Life and Opinions of Tristram Shandy, Gentleman) که به اختصار تریسترام شندی نیز خوانده می‌شود، رمانی است نوشتهٔ لارنس استرن که در ۹ جلد منتشر شده‌است. دو جلد اول رمان در سال ۱۷۵۹ منتشر شد و جلدهای بعدی طی ۷ سال آینده به چاپ رسیدند. این کتاب داستان زندگی و عقاید نجیب‌زاده‌ای به نام تریسترام شندی است. نویسنده در این رمان شیوه‌ای را به کار می‌گیرد که ادامهٔ سنت فرانسوا رابله در داستان‌گویی است. داستان تریسترام شندی پر است از اظهارنظرها و عقاید راوی که به شکلی نامنظم و پراکنده به خواننده ارائه می‌شوند و نویسنده با کلک‌بازی‌های فراوان اصل داستان را مرتب به تأخیر می‌اندازد. این شیوه در آثار جویس، بی. اس. جانسن و دیوید فاستر والاس نیز ادامه می‌یابد.

## نگارخانه

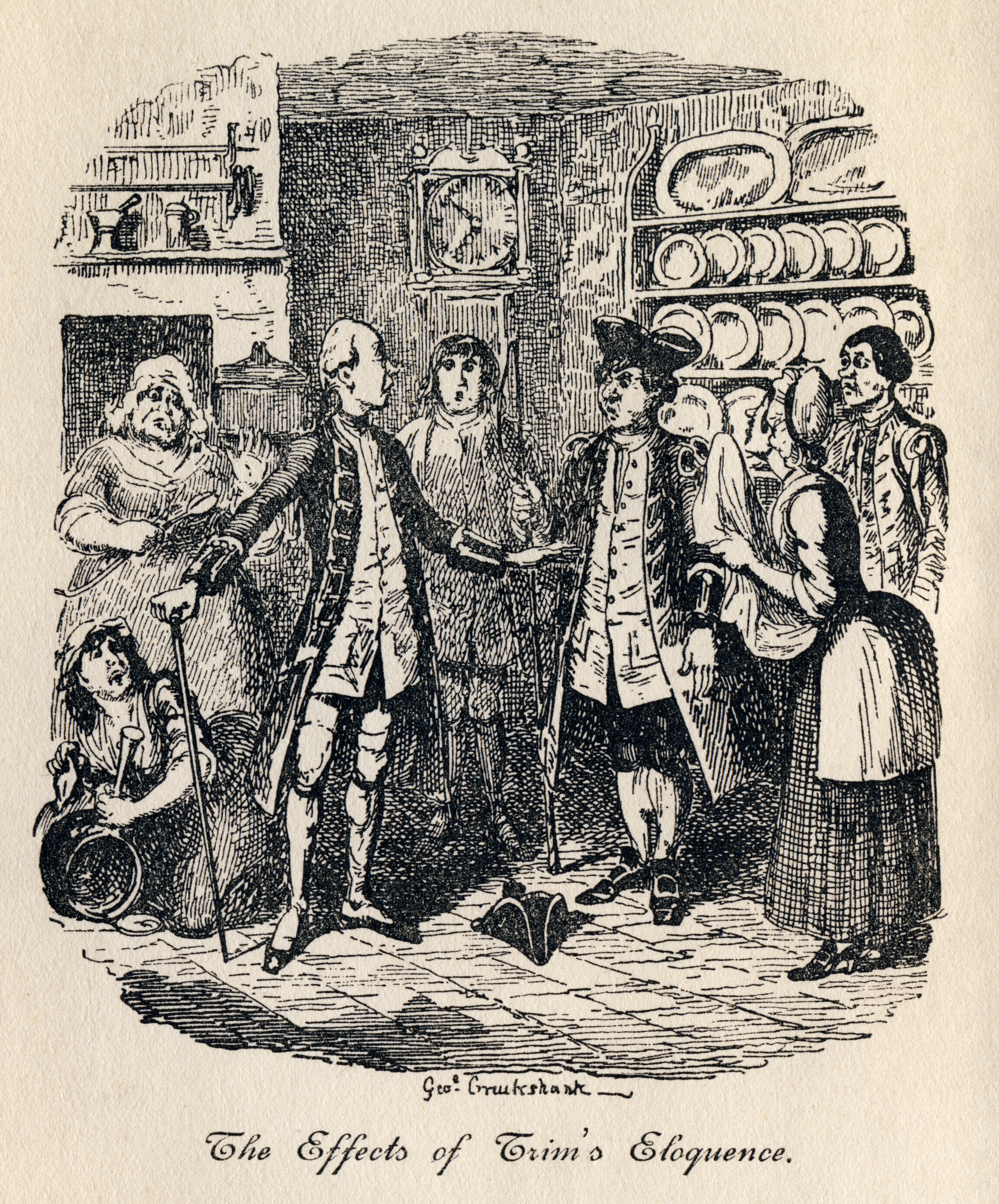
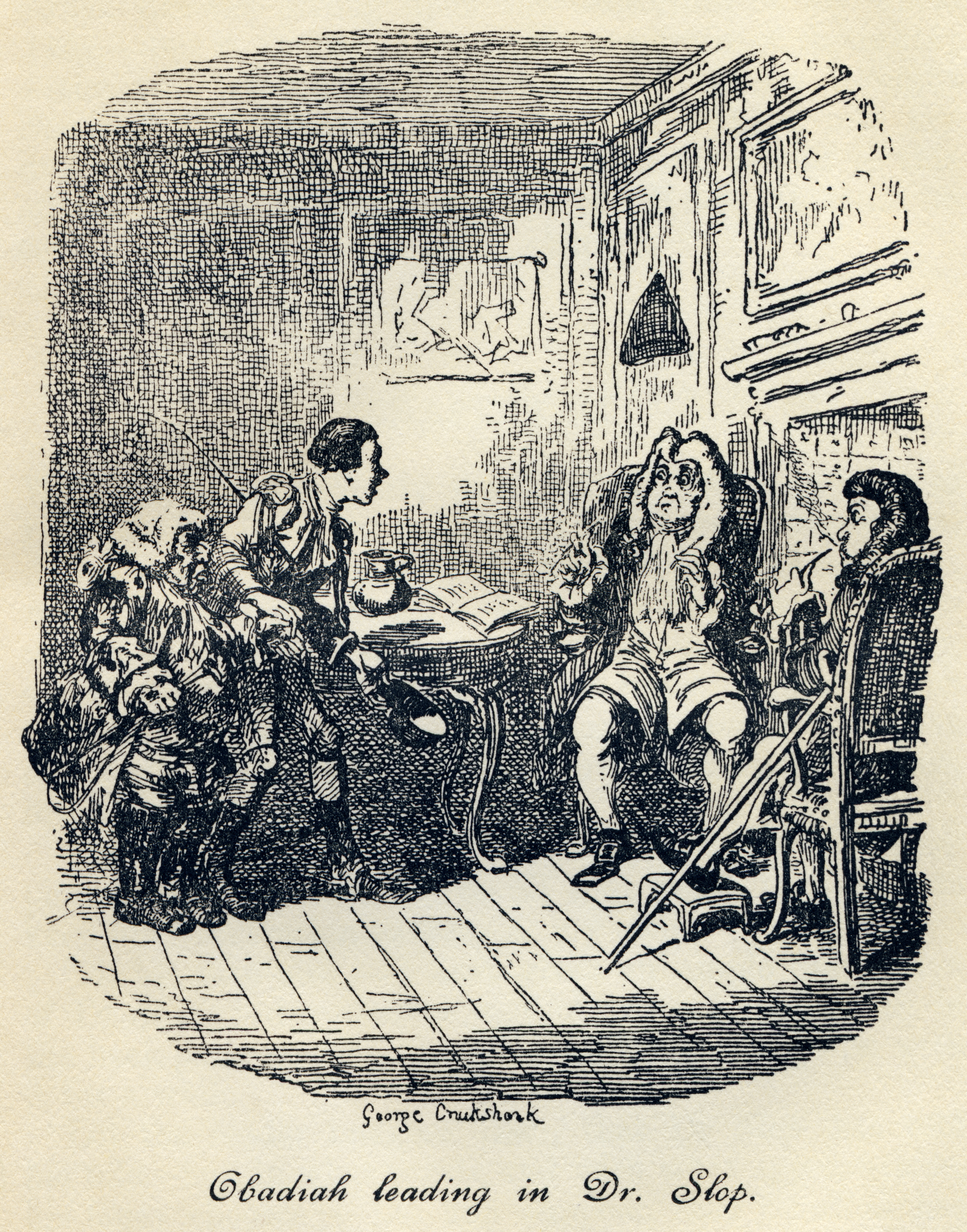
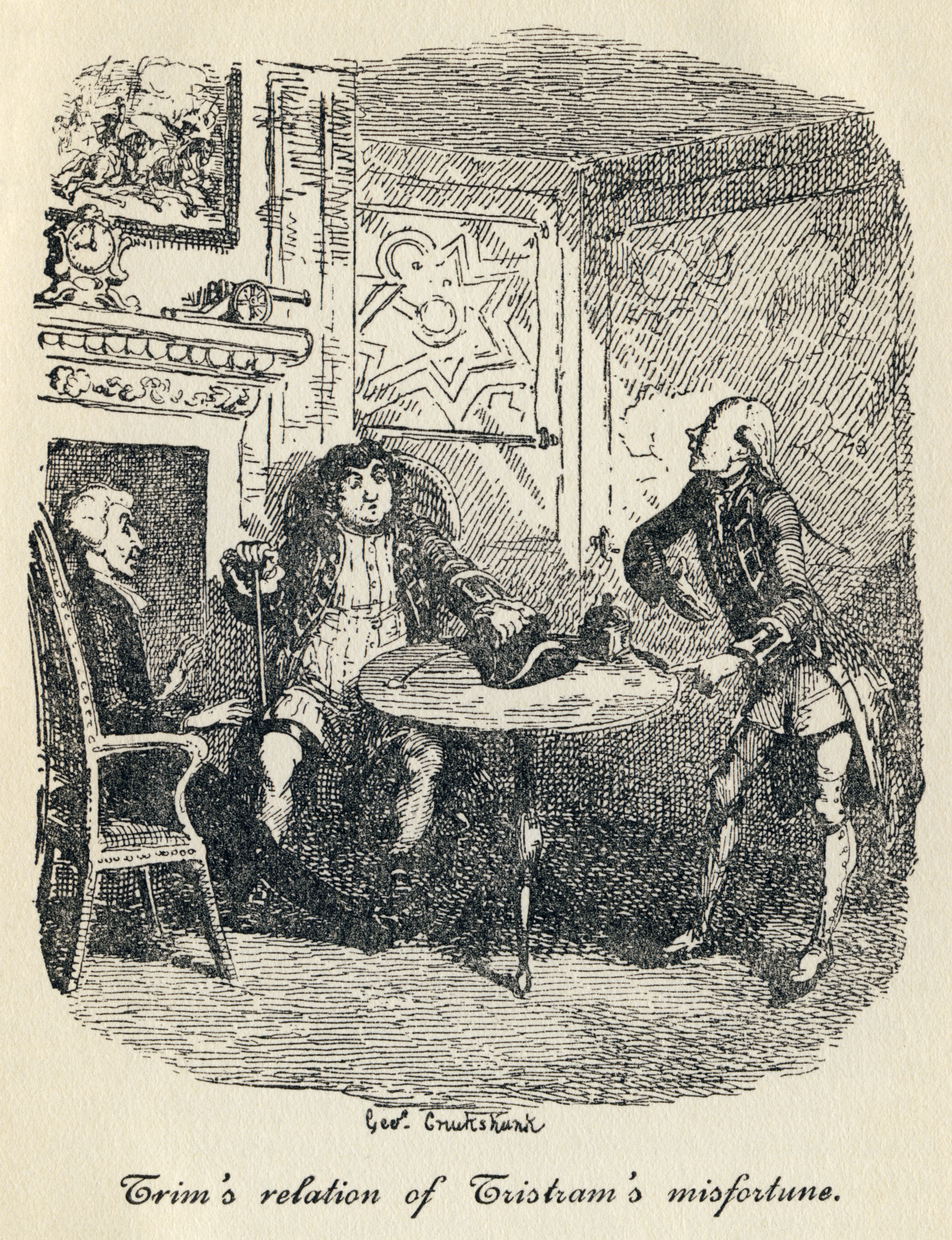

## به فارسی
زندگی و عقاید آقای تریسترام شندی را ابراهیم یونسی به فارسی ترجمه کرده و انتشارات نسل قلم در سال ۱۳۷۸ آن را در دو جلد منتشر کرده‌است.